# 奥尔布赖特-诺克斯美术馆
奥尔布赖特-诺克斯美术馆 （英語：Albright–Knox Art Gallery，簡稱奥诺美术馆）是一个美术馆，位于美国纽约州布法罗埃尔姆伍德大道1285号，特拉华公园內，主要收藏现代艺术和当代艺术。暂时关闭进行建设。新美术馆预计将在2022年开放。

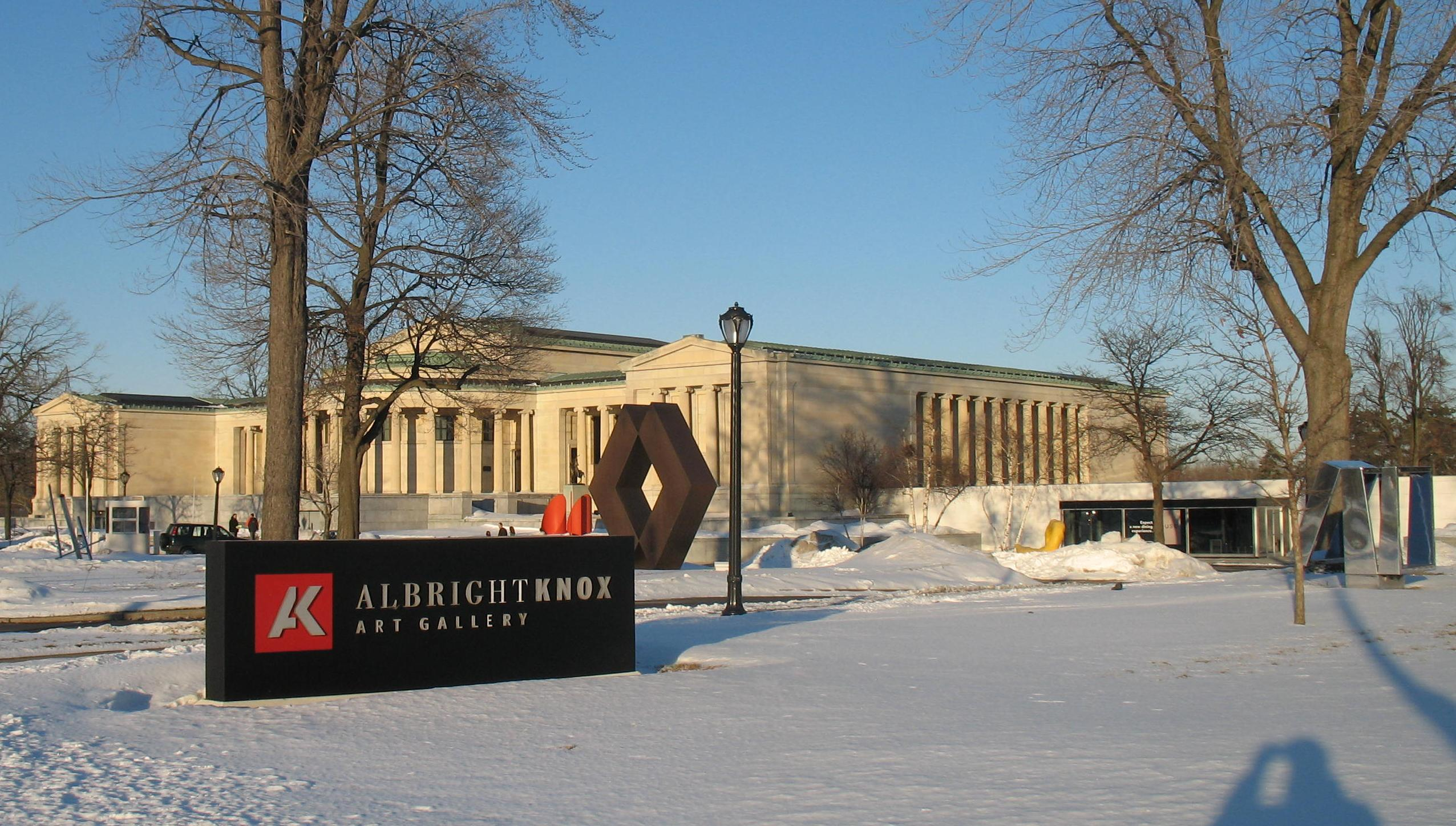

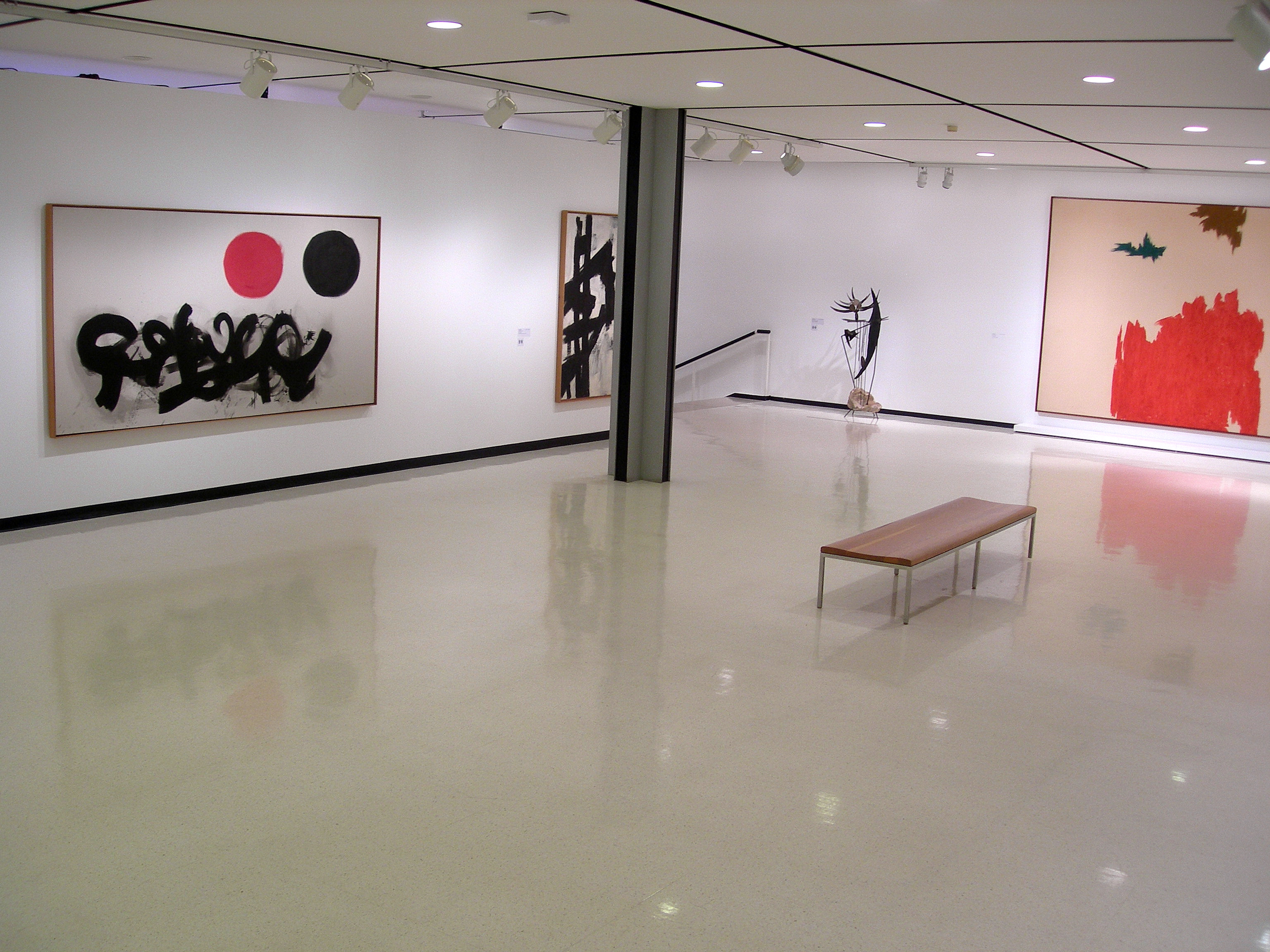

## 收藏

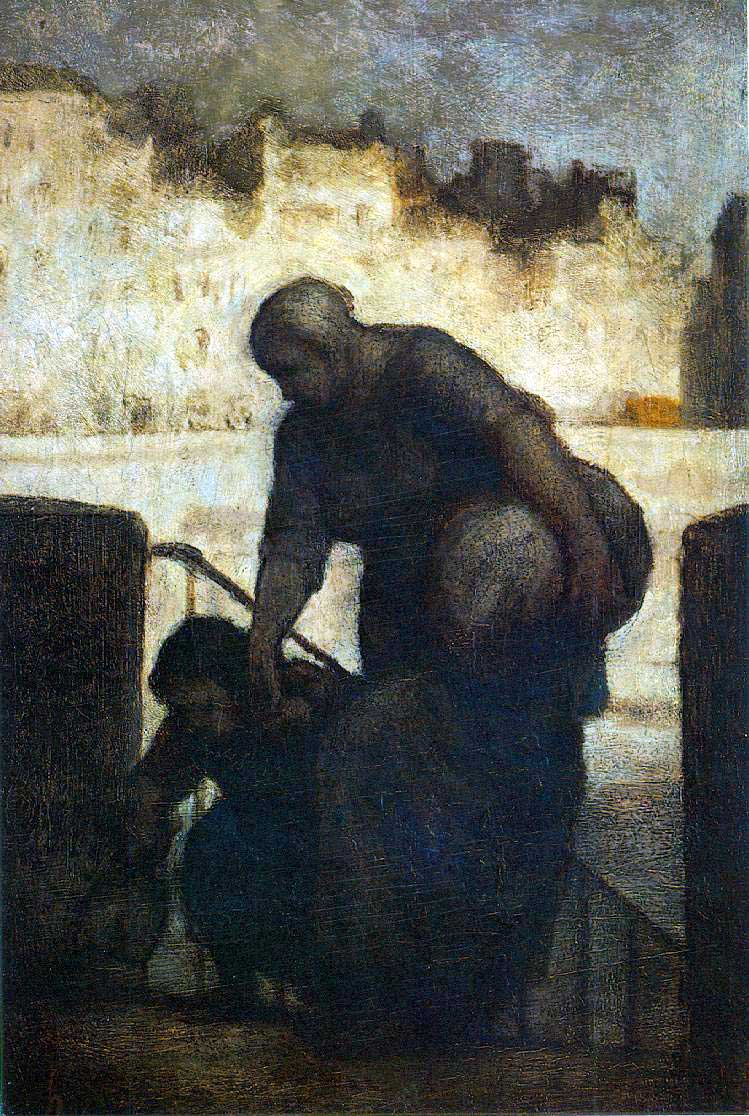
奥诺雷·杜米埃, Laundress on the Quai d'Anjou, c. 1860
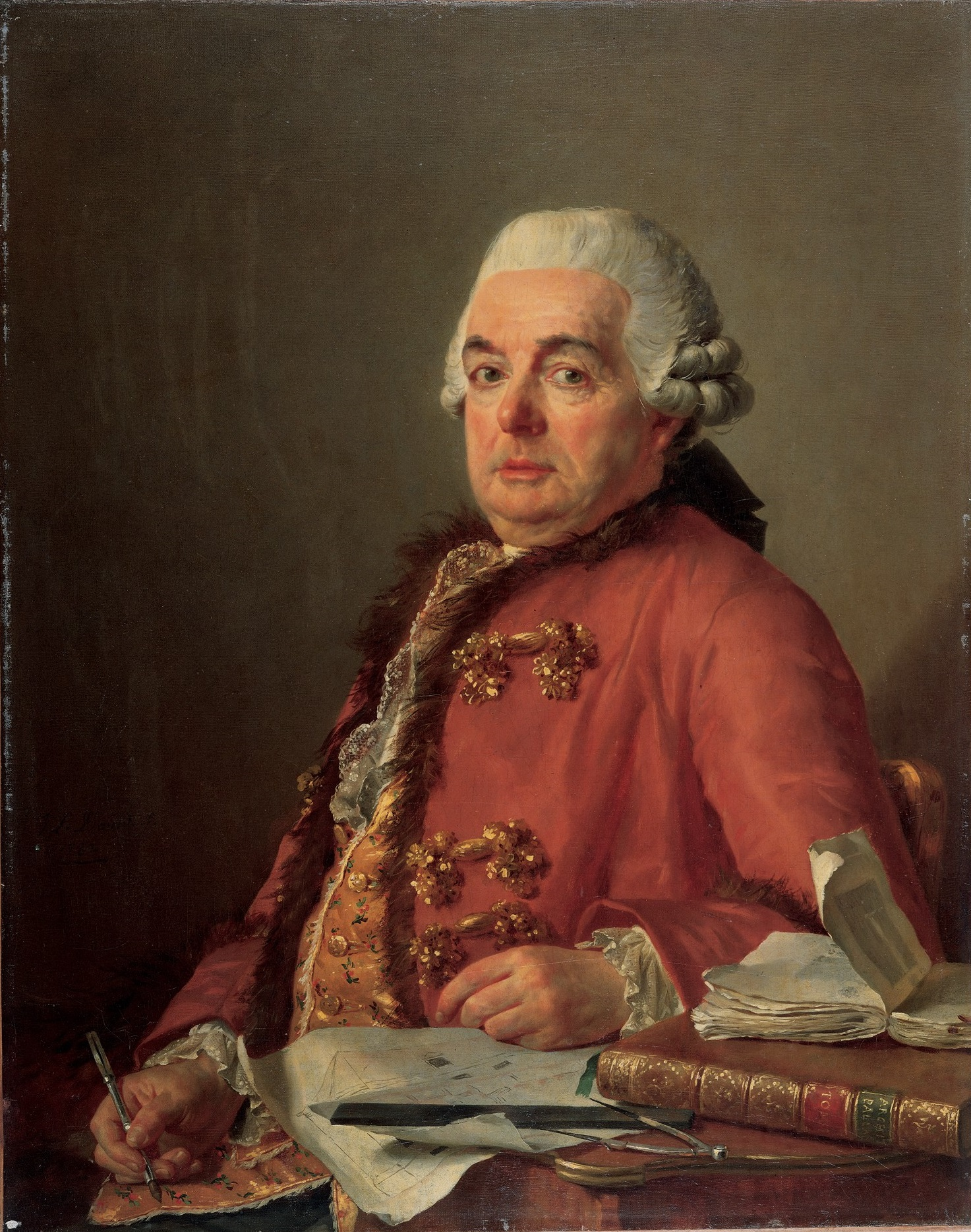
雅克-路易·大卫, Portrait of Jacques-François Desmaisons, 1782
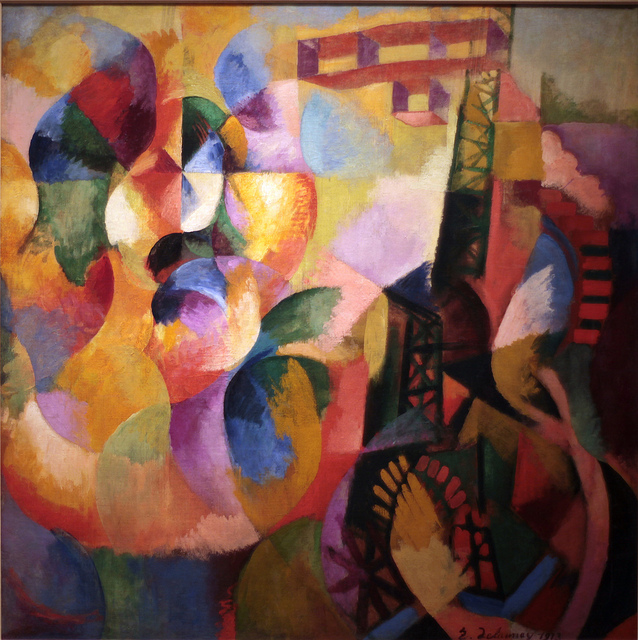
罗伯特·德劳内, Soleil, Tour, Aéroplane (Sun, Tower, Airplane), 1913
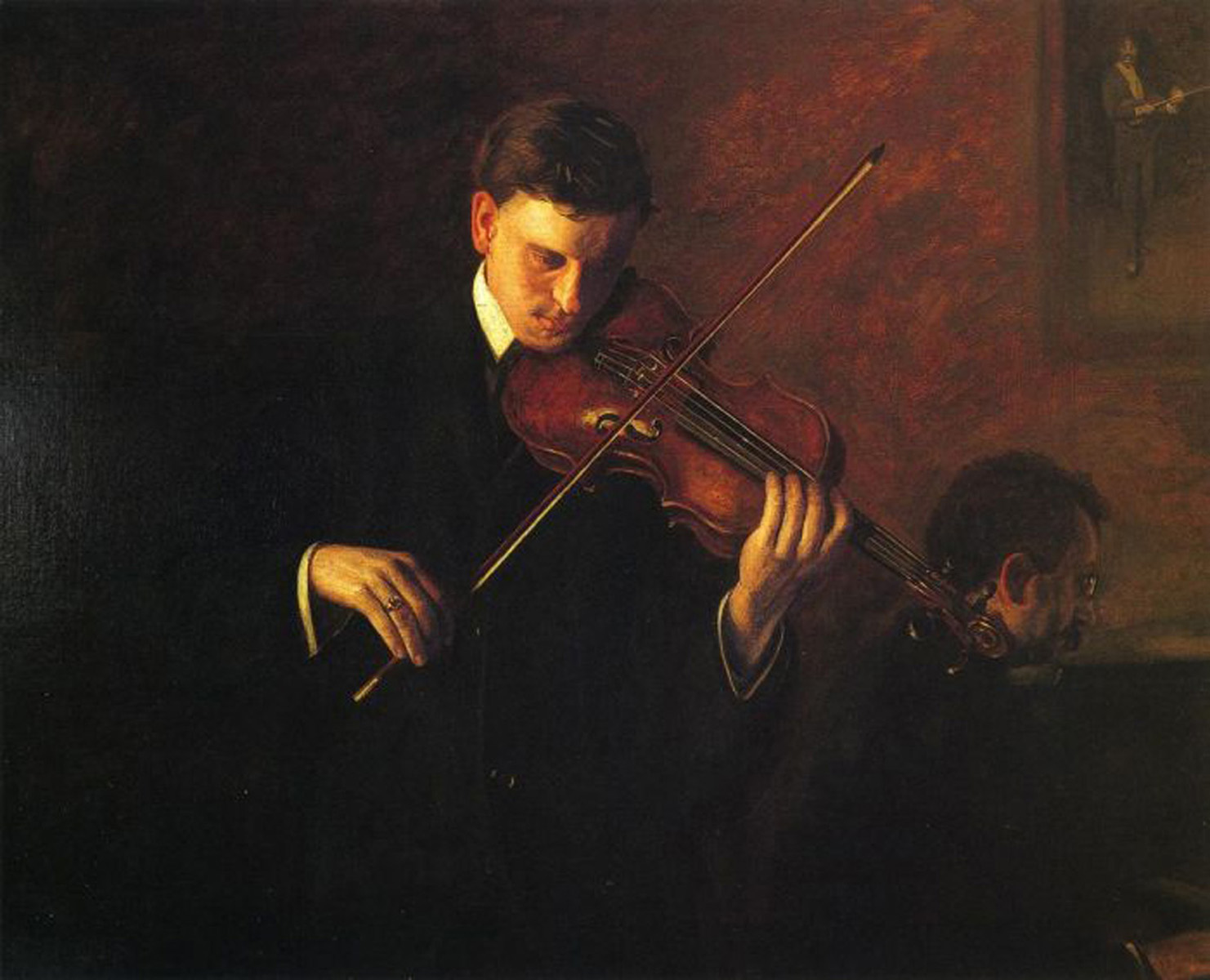
湯姆·艾金斯, 《音乐》, 1904
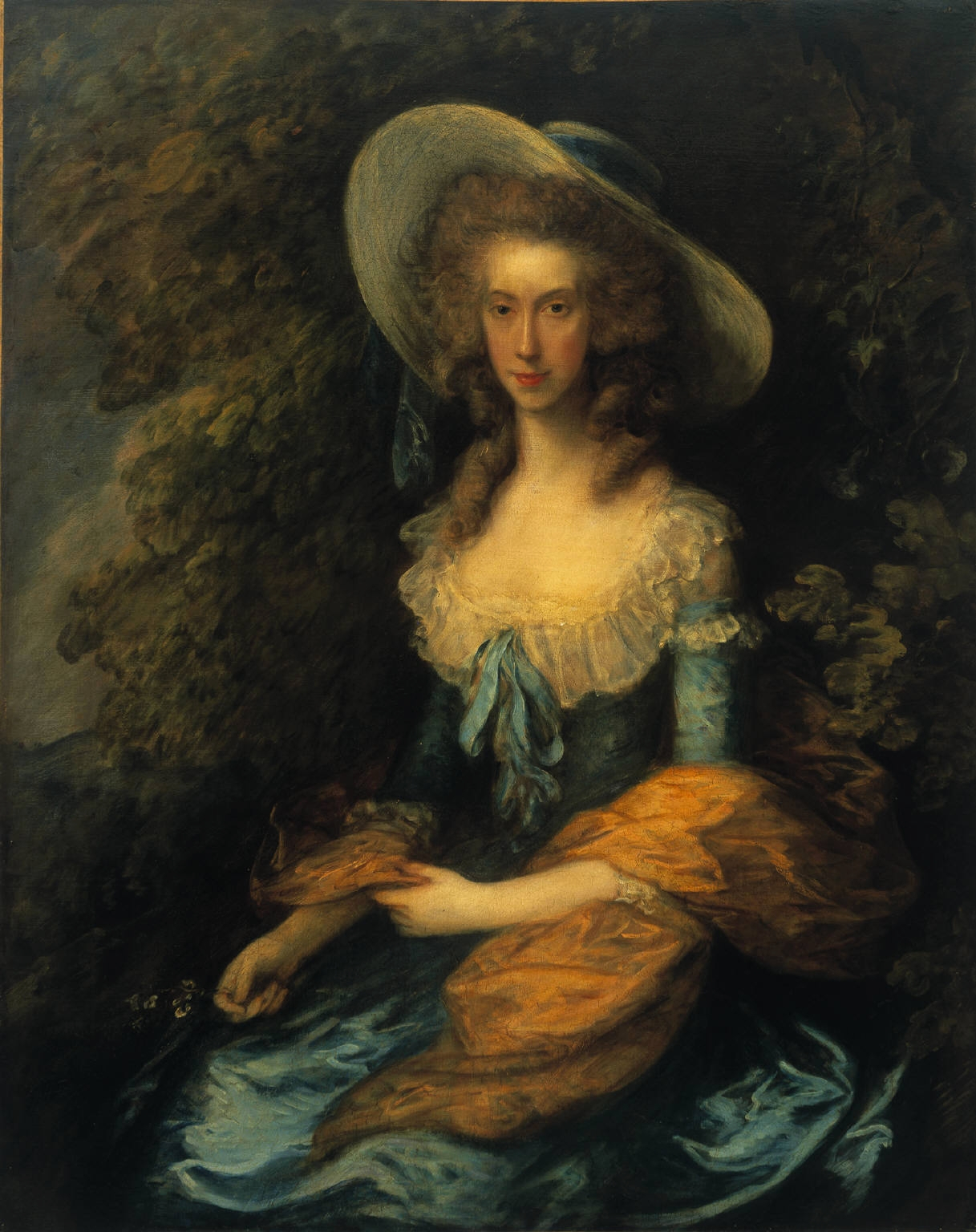
托馬斯·庚斯博羅, Portrait of Miss Evans, c. 1786-1790
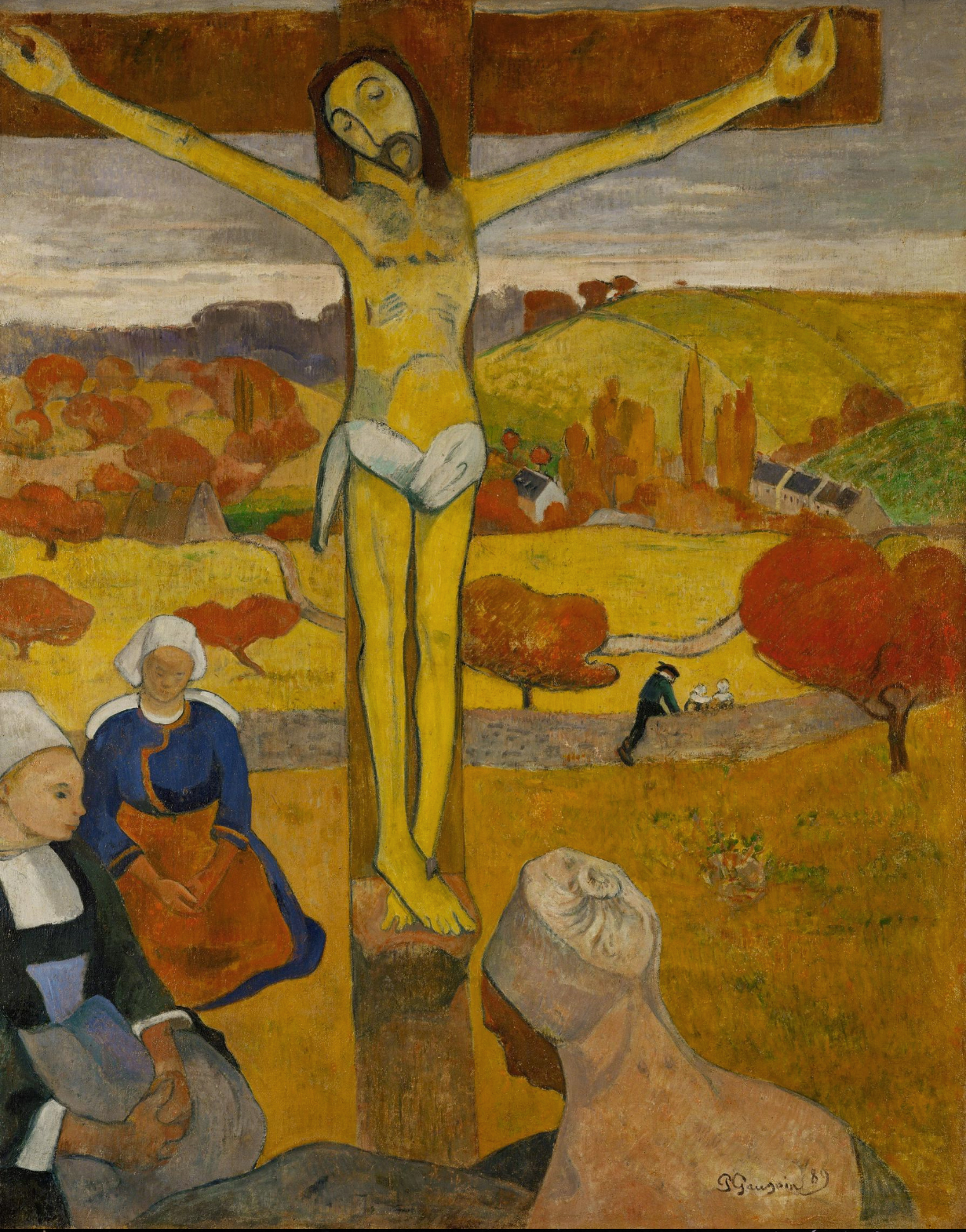
保罗·高更：《黄色的基督》，1889
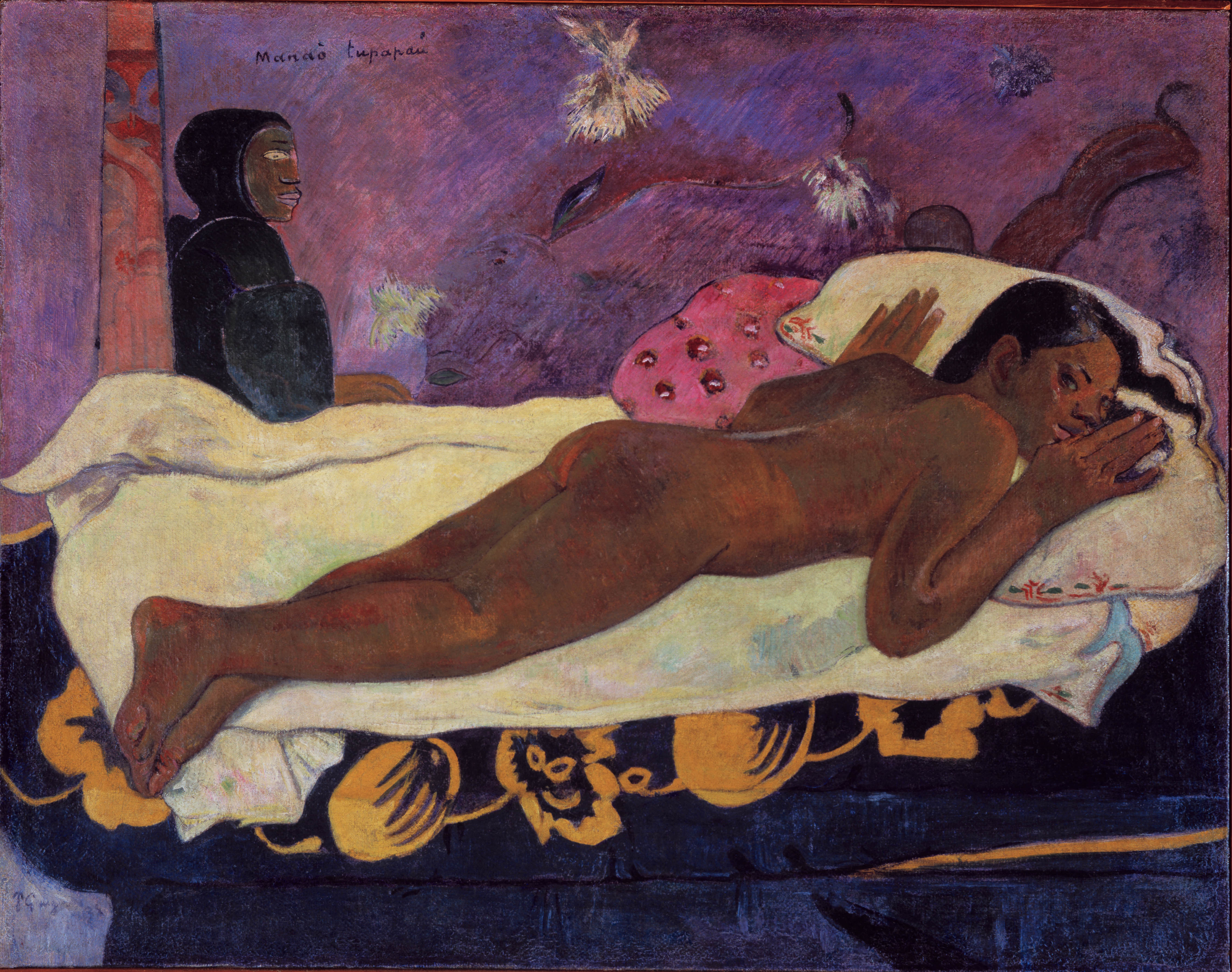
保罗·高更, 《死亡的幽靈在注視》 1892
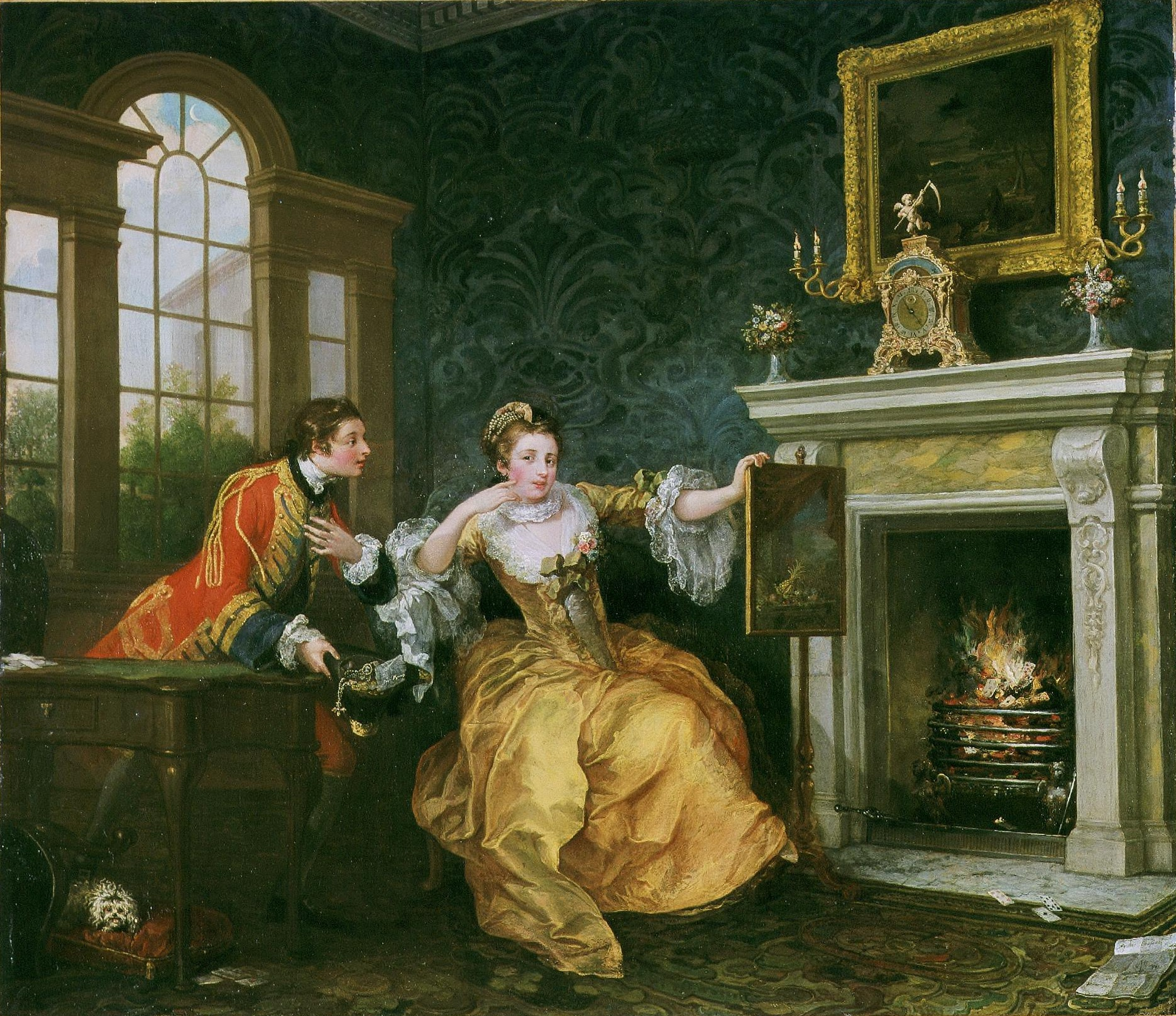
威廉·贺加斯, 《女士的最后赌注》, 1759
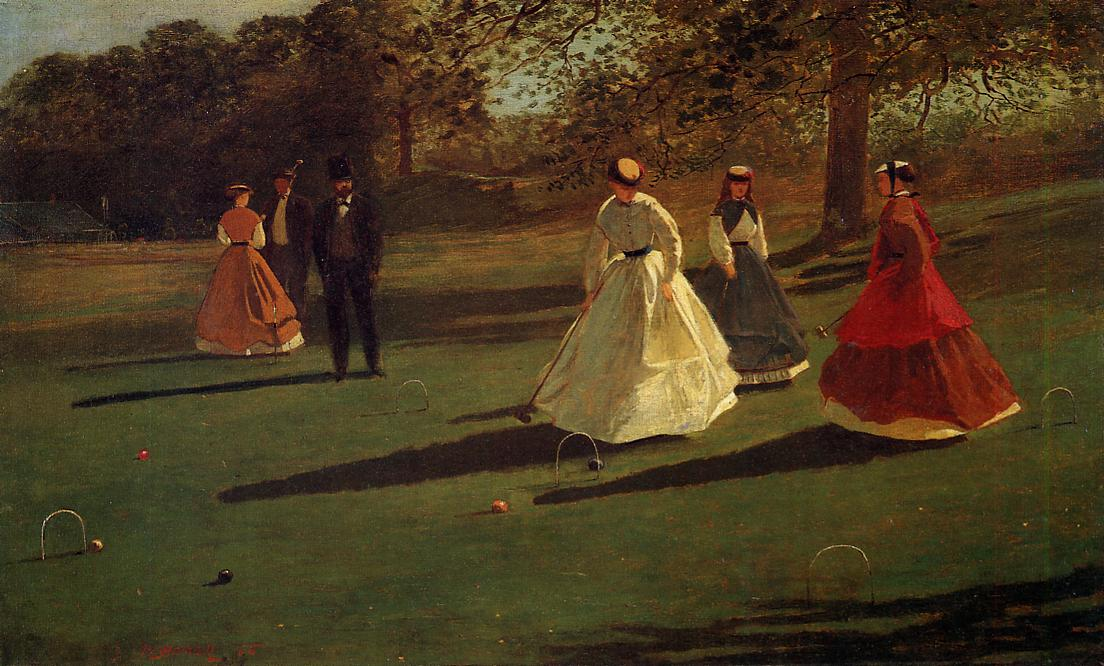
温斯洛·霍默, Croquet Players, 1865
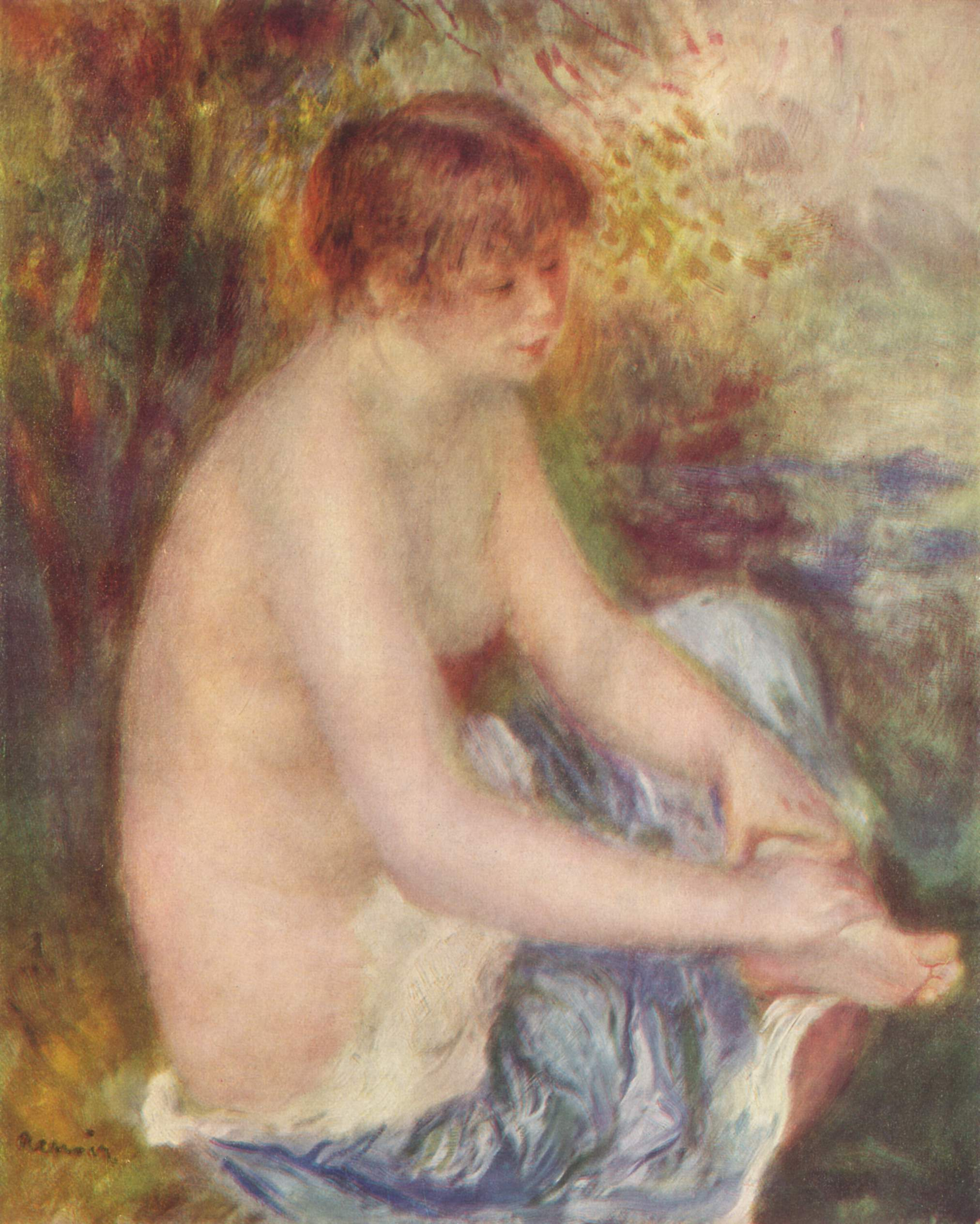
皮埃尔-奥古斯特·雷诺阿, Small Nude in Blue, 1879
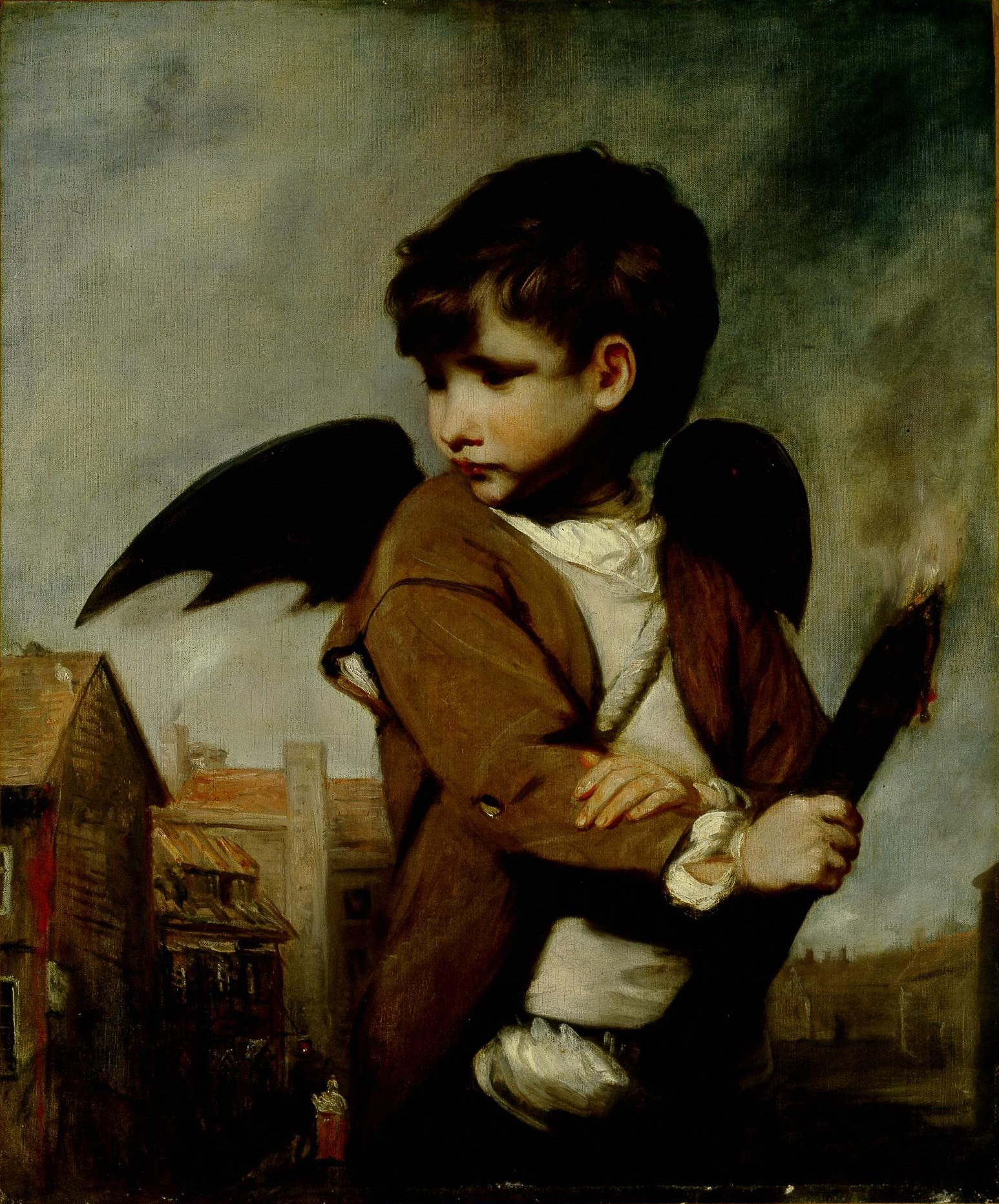
約書亞·雷諾茲 Cupid as Link Boy, c. 1771-1777
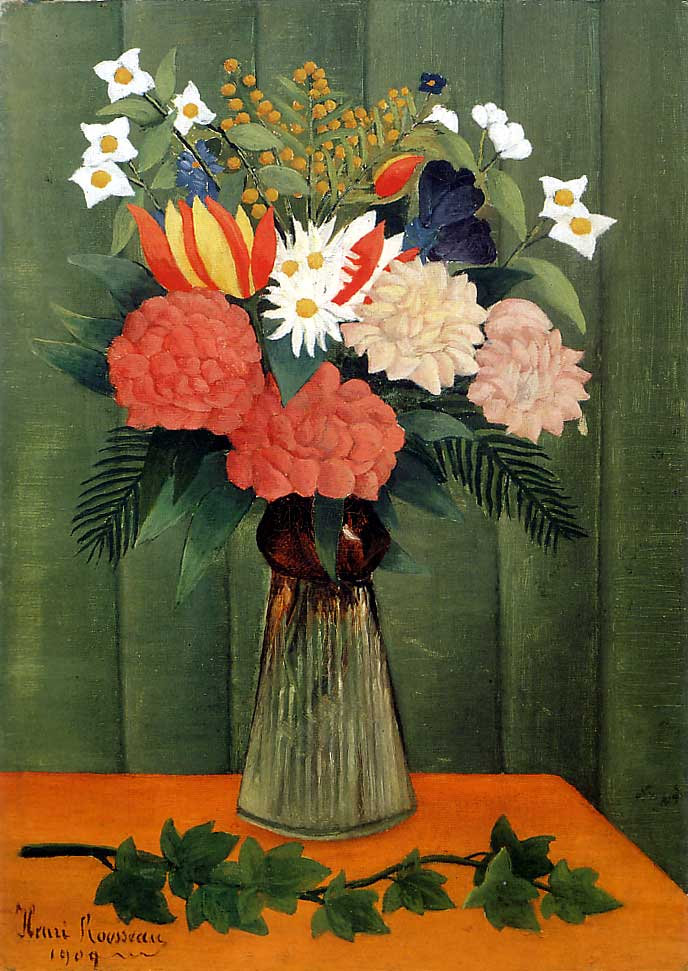
亨利·盧梭, Bouquet of Flowers with an Ivy Branch, 1909
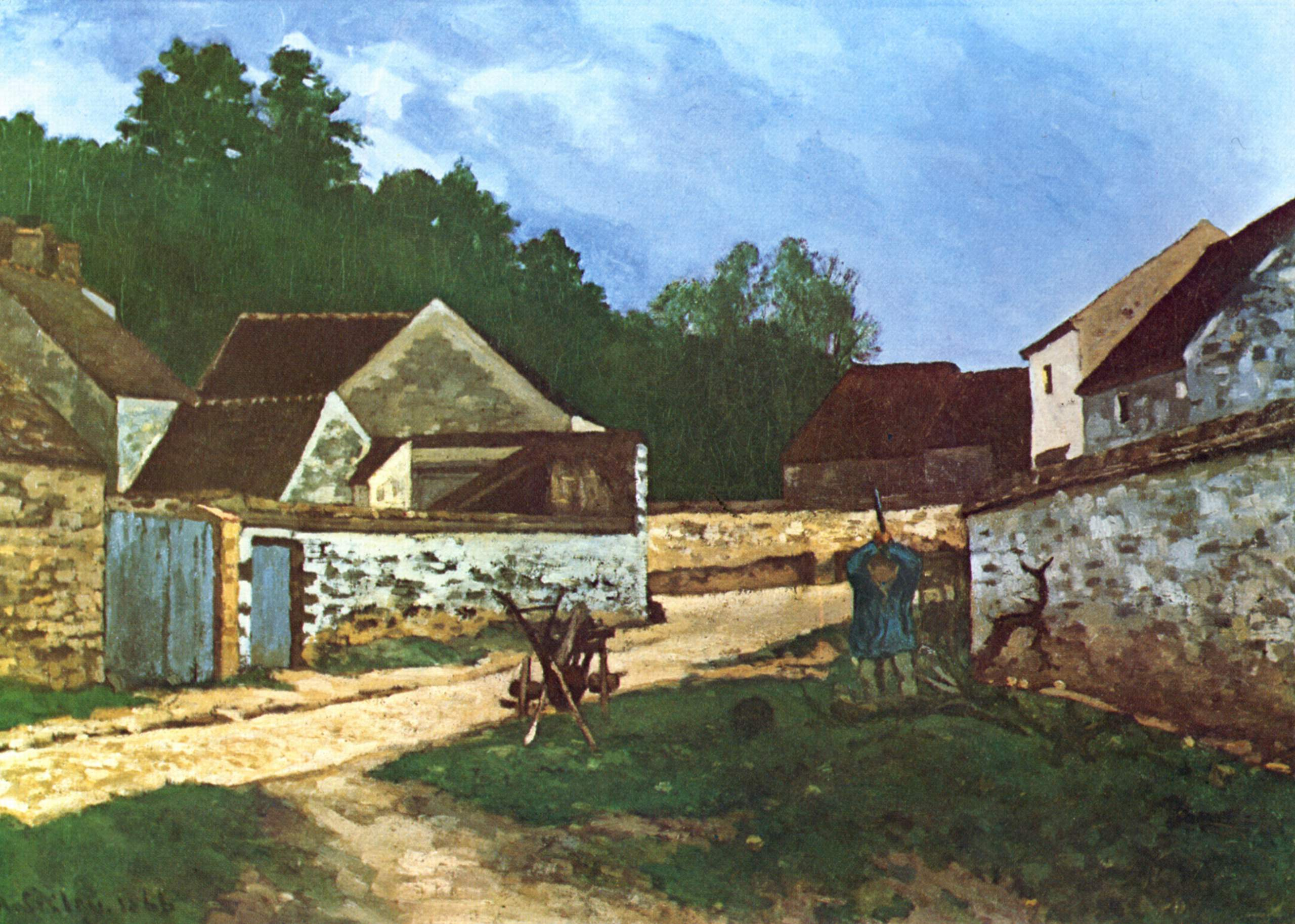
阿尔弗雷德·西斯莱, Village Street in Marlotte, 1866
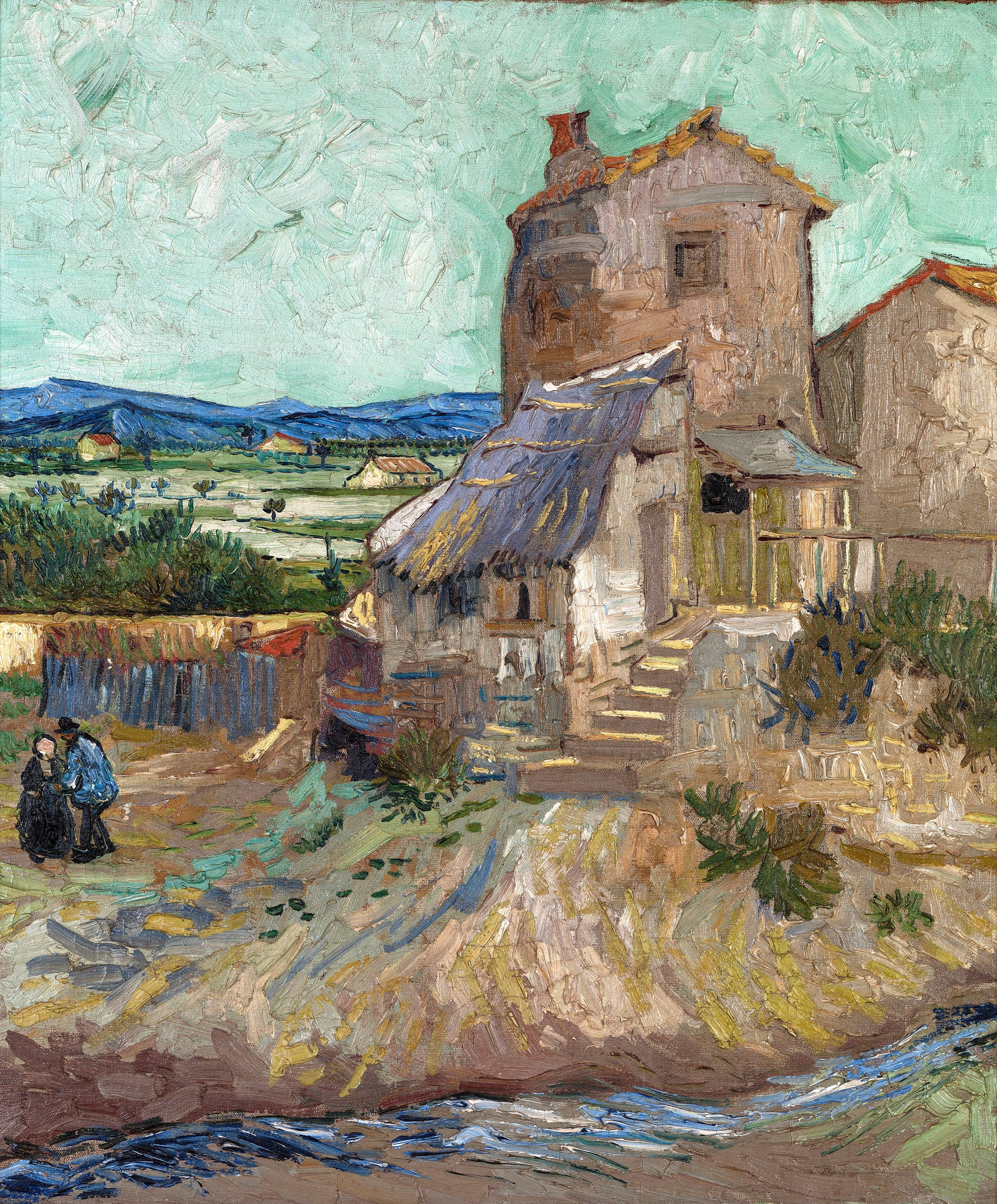
文森特·梵高：La Maison de la Crau (老磨坊), 1888